# Letra

Diagrama que representa las letras en el alfabeto griego (izquierda), latino (derecha) y cirílico (abajo) con sus similitudes y diferencias. Muchas más letras griegas son iguales a otras latinas y cirílicas debido a que el alfabeto griego es el antecesor de estos otros dos alfabetos. El alfabeto griego a su vez procede del fenicio.

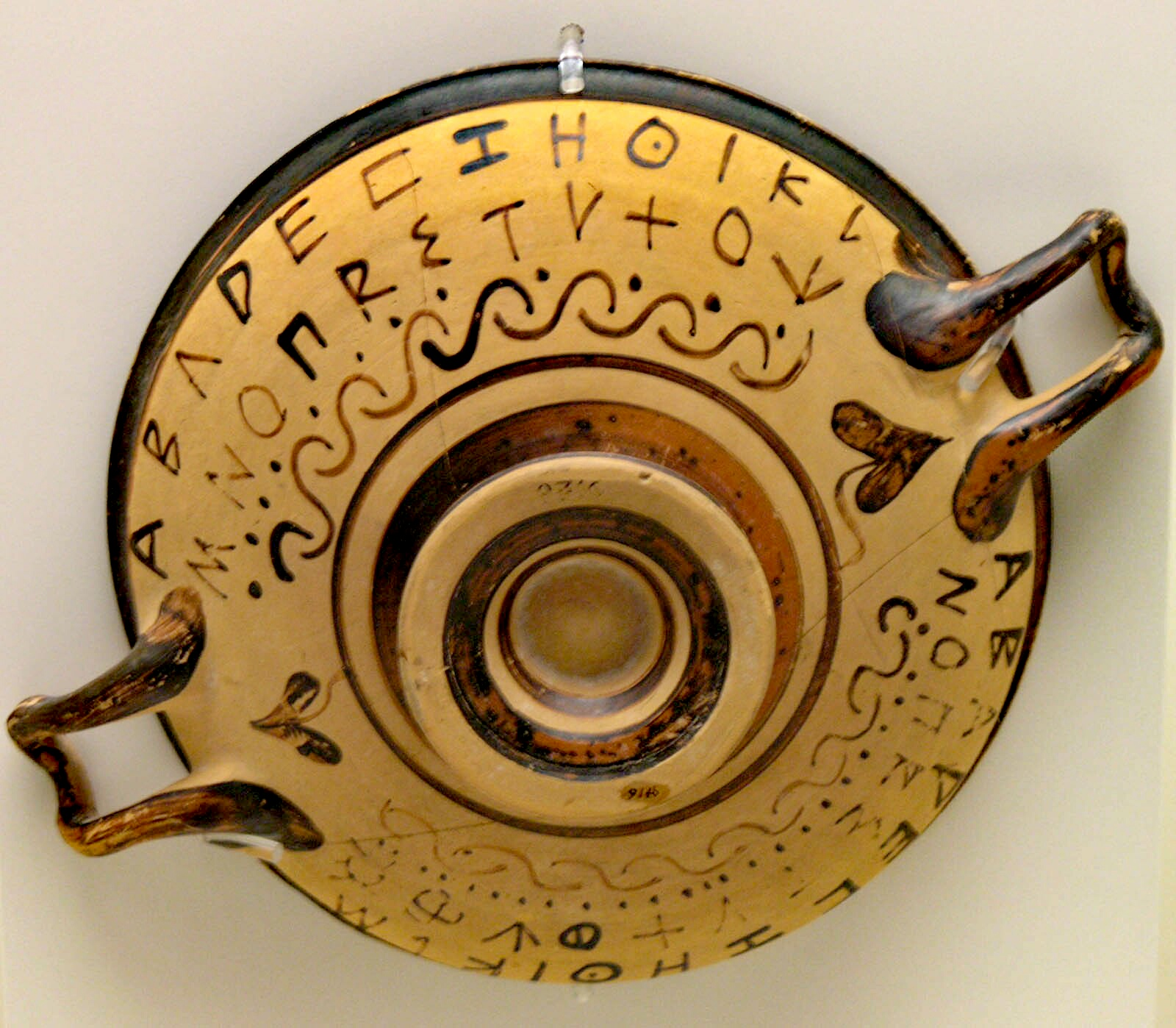
Letras griegas arcaicas en una vasija

Una letra es cada grafema principal de un alfabeto; también puede referirse a veces a los grafemas de otros sistemas de escritura de tipo fonémico, tales como los silabarios. Como símbolo que denota un segmento de un texto, las letras se vinculan con la fonología. En un alfabeto fonémico puro, un fonema simple es denotado por una letra simple, pero tanto en la historia como en la práctica, las letras, por lo general, representan más de un fonema. Los sistemas de escritura, además de las letras, pueden incluir otros signos, tales como diacríticos o signos de puntuación.
Un par de letras que representan un fonema simple reciben el nombre de dígrafo. Algunos ejemplos de dígrafos en inglés son ch, sh y th; mientras que en español encontramos ch, ll, rr, gu y qu. Un fonema también puede ser representado por tres letras, que reciben el nombre de trígrafo. Un ejemplo de esto último es la combinación sch en alemán (este trígrafo alemán suena de un modo casi equivalente a los dígrafos sh del inglés o al ch del francés y ciertas formas del portugués, o a las letras románicas š o ʂ transcripción de la cirilíca ш).
Las letras también tienen nombres específicos asociados a ellas. Estos nombres pueden diferir con la lengua, el dialecto y la historia. Por ejemplo, la letra z, en inglés, se le conoce como zed, menos en los Estados Unidos, donde se le llama zee.
Las letras, como elementos de los alfabetos, tienen un orden prescrito. Esto, generalmente, se conoce como «orden alfabético», aunque la clasificación alfabética puede diferir en los diferentes idiomas. En español, por ejemplo, la ñ es una letra separada en vez de una «n» que necesita de otra «n» para preceder a la ñ en la clasificación alfabética. En inglés, tanto n como ñ son clasificadas como la misma letra mientras que tanto en el italiano normativo y en el idioma francés el fonema que en Idioma castellano se representa con la letra ñ se representa con los dígrafos [gn] y en idioma catalán con el dígrafo [ny] y en portugués con el dígrafo [nh], se debe recordar que la letra ñ típica del español y del Idioma chamorro entre otros, se debió a la pragmática contracción gráfica de dos n: un inferior con la forma original de la n manuscrita y otra n superior gráficamente alargada y aplastada con función de tilde para indicar una nasalización es decir: para ahorrar esfuerzo en las tareas de copiado y colocación de caracteres. Así, la secuencia procedente de la geminada latina «nn» se escribía con una pequeña tilde encima de la ene: «ñ»; tal tilde o virgulilla ~ representaba a una n pequeña y "achatada" cursivamente.
Las letras, además, pueden tener un valor numérico. Este es el caso de los números romanos y las letras de otros sistemas de escritura. En español y en otros idiomas como el inglés, se emplean los numerales arábigos en vez de los romanos. Los signos de cierto sistemas de escritura no son propiamente letras sino que son llamados silabogramas (si describen una sílaba) o logogramas (si reflejan una palabra).

## Historia

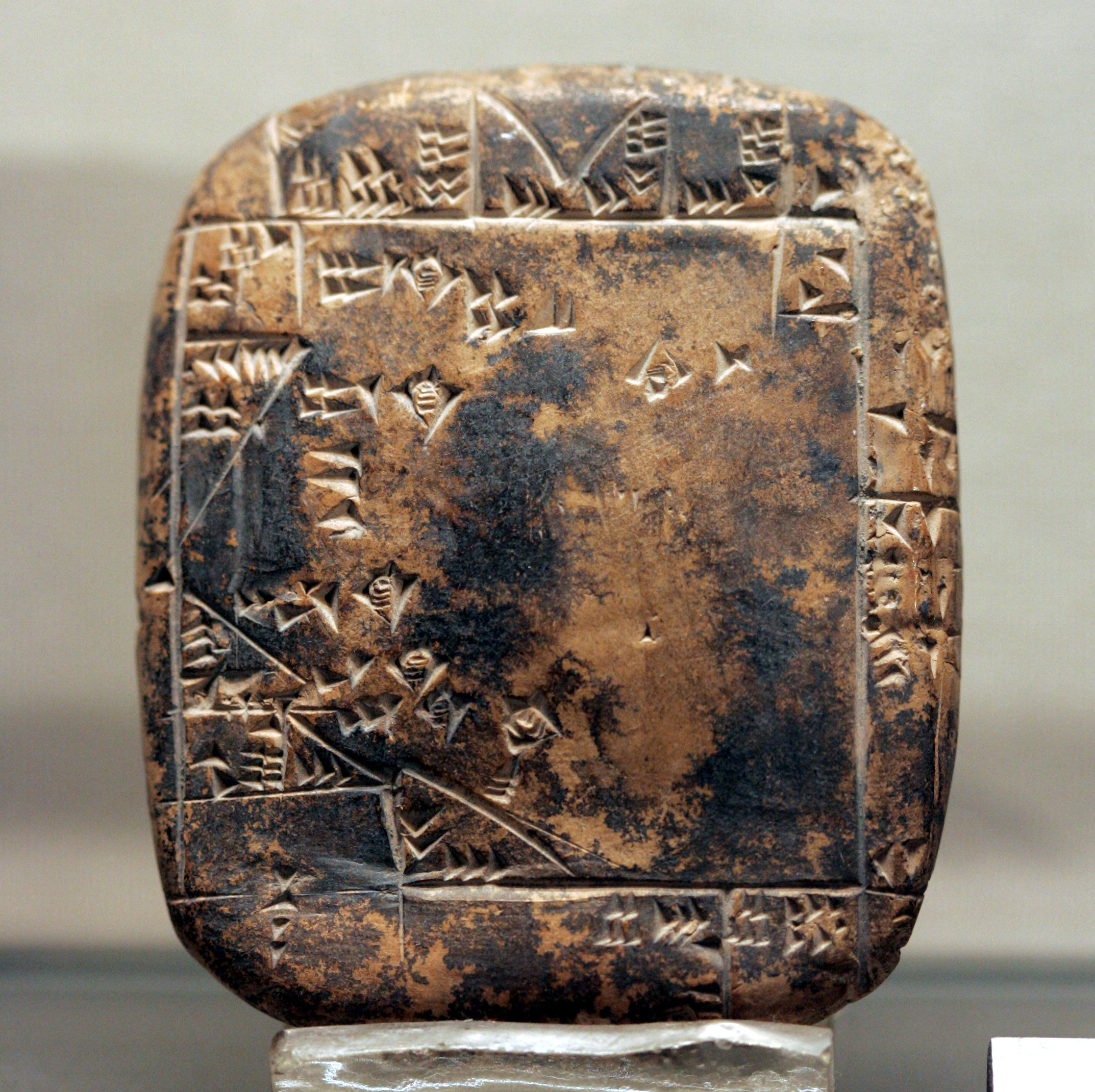
Plano de una propiedad en la ciudad de Umma, con indicación de áreas, Mesopotamia, alrededor del 2350 al 2000 a. C. (Tercera Dinastía de Ur). Museo del Louvre.

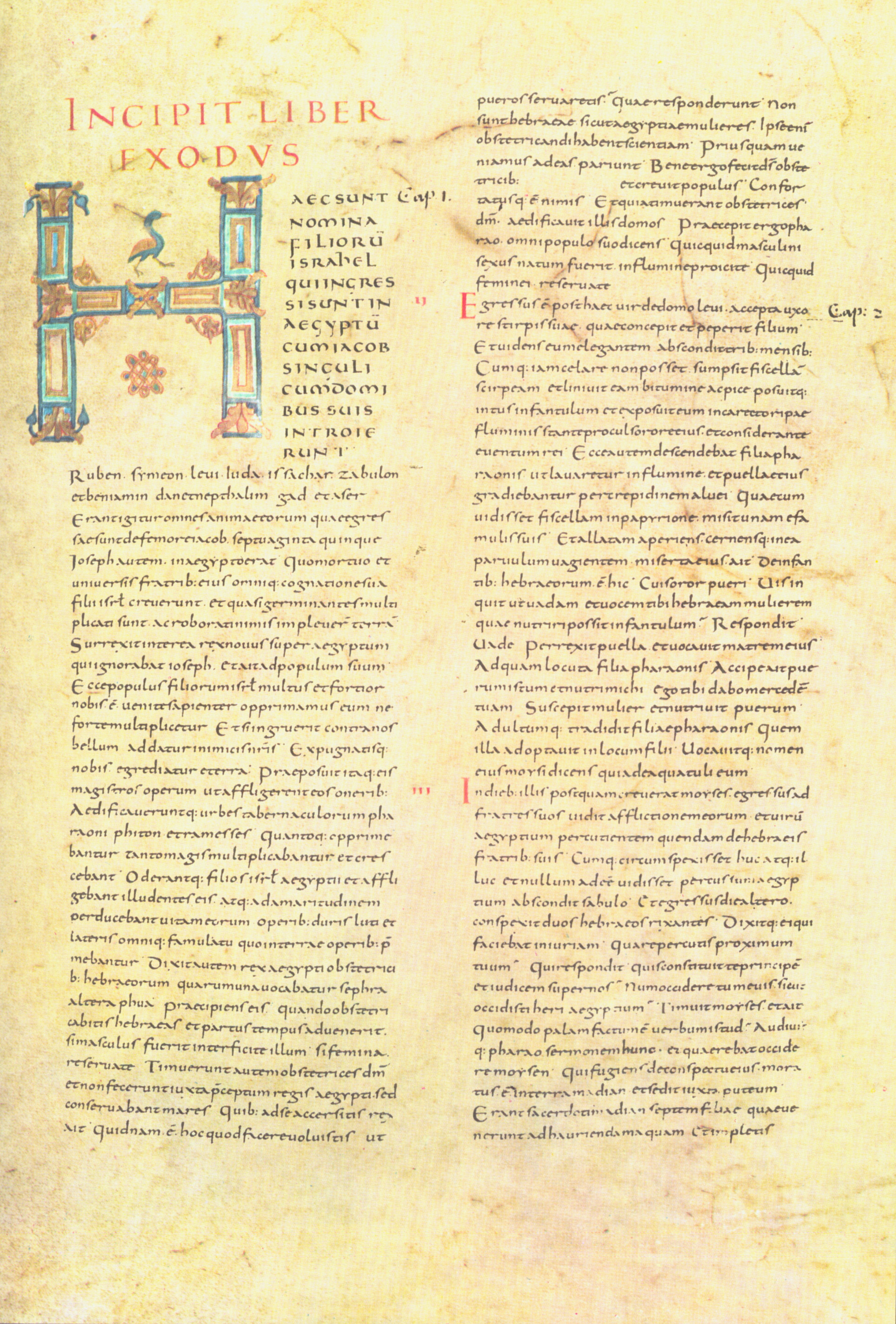
Página con la inicial “H” del manuscrito de la Biblia Moutier-Grandval, escrito en minúsculas carolingias en Saint-Martin de Tours hacia 840.

La creación de las letras se vio precedida por la escritura semítica occidental, que apareció en Canán hacia el año 1000 a. C. Se estima que hay antecedentes en la escritura proto-canita, que se remonta hacia el 1800 a. C.
Hacia 2700 a. C., los antiguos egipcios habían desarrollado un conjunto de 22 jeroglíficos para representar en forma individual las consonantes de su lenguaje, más un vigésimo tercer jeroglífico que parece representar vocales al principio o al final de una palabra. Estos glifos eran utilizados a modo de guías de pronunciación en logogramas, para escribir inflexiones gramaticales, y posteriormente para transcribir palabras y nombres extranjeros. Sin embargo, aunque el sistema era de naturaleza alfabética, no fue utilizado para una escritura puramente alfabética. Por eso, aunque el sistema permitía ser utilizado como un alfabeto, fue siempre utilizado con un fuerte componente logográfico, presumiblemente debido al gran vínculo cultural existente con el complejo sistema egipcio.
La historia del alfabeto comienza en el antiguo Egipto, más de un milenio después de haber comenzado la escritura. El primer alfabeto formal surgió hacia el año 2000 a. C. para representar el lenguaje de los trabajadores semitas en Egipto, gestándose a partir de los principios alfabéticos contenidos en los jeroglíficos egipcios. La mayoría de los alfabetos actuales del mundo o bien descienden directamente de esa raíz, por ejemplo los alfabetos griego y el latín, o se inspiraron en su diseño.

## Ejemplos de sistemas de escritura
La siguiente tabla, de diferentes tipos de sistemas de escritura ilustra la variedad de letras utilizadas en diversas partes del mundo.
| Ejemplo de alfabeto         | Letras del alfabeto ejemplo |
| --------------------------- | --- |
| Asamés                      | অ, আ, ই, ঈ, উ, ঊ, ঋ, এ, ঐ, ও, ঔ, ক, খ, গ, ঘ, ঙ, চ, ছ, জ, ঝ, ঞ, ট, ঠ, ড, ঢ, ণ, ত, থ, দ, ধ, ন, প, ফ, ব, ভ, ম, য, ৰ, ল, ৱ, শ, ষ, স, হ,ক্ষ, ড়, ঢ়, য়, ৎ, ং, ঃ, ঁ |
| Bengalí                     | অ, আ, ই, ঈ, উ, ঊ, ঋ, এ, ঐ, ও, ঔ, ক, খ, গ, ঘ, ঙ, চ, ছ, জ, ঝ, ঞ, ট, ঠ, ড, ঢ, ণ, ত, থ, দ, ধ, ন, প, ফ, ব, ভ, ম, য, ল, শ, ষ, স, হ,ক্ষ, ড়, ঢ়, য়, ৎ, ং, ঃ, ঁ       |
| Árabe                       | (en orden alfabético) ﺍ, ﺏ, ﺕ, ﺙ, ﺝ, ﺡ, ﺥ, ﺩ, ﺫ, ﺭ, ﺯ, ﺱ, ﺵ, ﺹ, ﺽ, ﻁ, ﻅ, ﻉ, ﻍ, ﻑ, ﻕ, ﻙ, ﻝ, ﻡ, ﻥ, هـ, ﻭ, ﻱ                                               |
| Armenio                     | Ա, Բ, Գ, Դ, Ե, Զ, Է, Ը, Թ, Ժ, Ի, Լ, Խ, Ծ, Կ, Հ, Ձ, Ղ, Ճ, Մ, Յ, Ն, Շ, Ո, Չ, Պ, Ջ, Ռ, Ս, Վ, Տ, Ր, Ց, Ւ, Փ, Ք, Օ, Ֆ                                        |
| Siríaco                     | (en orden alfabético de derecha a izquierda) ܐ, ܒ, ܓ, ܕ, ܗ, ܘ, ܙ, ܚ, ܛ, ܝ, ܟܟ, ܠ, ܡܡ, ܢܢ, ܣ, ܥ, ܦ, ܨ, ܩ, ܪ, ܫ, ܬ                                        |
| Cirílico                    | А, Б, В, Г, Д, Е, Ё, Ж, З, И, Й, К, Л, М, Н, О, П, Р, С, Т, У, Ф, Х, Ц, Ч, Ш, Щ, Ъ, Ы, Ь, Э, Ю, Я                                                       |
| Georgiano                   | ა, ბ, გ, დ, ე, ვ, ზ, თ, ი, კ, ლ, მ, ნ, ო, პ, ჟ, რ, ს, ტ, უ, ფ, ქ, ღ, ყ, შ, ჩ, ც, ძ, წ, ჭ, ხ, ჯ, ჰ                                                       |
| Griego                      | Α, Β, Γ, Δ, Ε, Ζ, Η, Θ, Ι, Κ, Λ, Μ, Ν, Ξ, Ο, Π, Ρ, Σ, Τ, Υ, Φ, Χ, Ψ, Ω                                                                                  |
| Hebreo                      | (en orden alfabético de derecha a izquierda) א, ב, ג, ד, ה, ו, ז, ח, ט, י, כ, ל, מ, נ, ס, ע, פ, צ, ק, ר, ש, ת                                           |
| Latín                       | A, B, C, D, E, F, G, H, I, J, K, L, M, N, O, P, Q, R, S, T, U, V, W, X, Y, Z                                                                            |
| Hangul                      | ㄱ ㄲ ㄴ ㄷ ㄸ ㄹ ㅁ ㅂ ㅃ ㅅ ㅆ ㅇ ㅈ ㅉ ㅊ ㅋ ㅌ ㅍ ㅎ ㅏ ㅐ ㅑ ㅒ ㅓ ㅔ ㅕ ㅖ ㅗ ㅘ ㅙ ㅚ ㅛ ㅜ ㅝ ㅞ ㅟ ㅠ ㅡ ㅢ ㅣ                                 |
| Burmés                      | က ခ ဂ ဃ င စ ဆ ဇ ဈ ည ဋ ဌ ဍ ဎ ဏ တ ထ ဒ ဓ န ပ ဖ ဗ ဘ မ ယ ရ လ ဝ သ ဟ ဠ အ                                                                                       |
| Bopomofo                    | ㄅ ㄆ ㄇ ㄈ ㄉ ㄊ ㄋ ㄌ ㄍ ㄎ ㄏ ㄐ ㄑ ㄒ ㄓ ㄔ ㄕ ㄖ ㄗ ㄘ ㄙ ㄚ ㄛ ㄜ ㄝ ㄞ ㄟ ㄠ ㄡ ㄢ ㄣ ㄤ ㄥ ㄦ ㄧ ㄨ ㄩ ㄭ                                       |
| Ogham                       | ᚁ ᚂ ᚃ ᚄ ᚅ ᚆ ᚇ ᚈ ᚉ ᚊ ᚋ ᚌ ᚍ ᚎ ᚏ ᚐ ᚑ ᚒ ᚓ ᚔ ᚕ ᚖ ᚗ ᚘ ᚙ ᚚ ᚛ ᚜                                                                                                 |
| Etíope                      | ሀ ለ ሐ መ ሠ ረ ሰ ሸ ቀ በ ተ ቸ ኀ ነ ኘ አ ከ ኸ ወ ዐ ዘ ዠ የ ደ ጀ ገ ጠ ጨ ጰ ጸ ፀ ፈ ፐ                                                                                       |
| Tifinagh (alfabeto amazigh) | ⴰ, ⴱ, ⵛ, ⴷ, ⴹ, ⴻ, ⴼ, ⴳ, ⴳⵯ, ⵀ, ⵃ, ⵉ, ⵊ, ⴽ, ⴽⵯ, ⵍ, ⵎ, ⵏ, ⵓ, ⵄ, ⵖ, ⵅ, ⵇ, ⵔ, ⵕ, ⵙ, ⵚ, ⵜ, ⵟ, ⵡ, ⵢ, ⵣ, ⵥ                                                     |
| Meetei Mayek                | ꯀ, ꯁ, ꯂ, ꯃ, ꯄ, ꯅ, ꯆ, ꯈ, ꯉ, ꯊ, ꯋ, ꯌ, ꯍ, ꯎ, ꯏ, ꯐ, ꯑ, ꯒ, ꯓ, ꯔ, ꯕ, ꯖ, ꯗ, ꯘ, ꯙ, ꯚ, ꯛ, ꯜ, ꯝ, ꯞ, ꯟ, ꯠ, ꯡ, ꯢ, ꯥ, ꯤ, ꯨ, ꯦ, ꯣ, ꯩ, ꯧ, ꯪ                                    |
| Alfabeto rúnico             | ᚠ, ᚢ, ᚦ, ᚨ, ᚱ, ᚲ, ᚷ, ᚹ, ᚺ, ᚾ, ᛁ, ᛃ, ᛇ, ᛈ, ᛉ, ᛊ, ᛏ, ᛒ, ᛖ, ᛗ, ᛚ, ᛜ, ᛞ, ᛟ.                                                                                 |
| Alfabeto Braille            | ⠁, ⠃, ⠉, ⠙, ⠑, ⠋, ⠛, ⠓, ⠊, ⠚, ⠅, ⠇, ⠍, ⠝, ⠕, ⠏, ⠟, ⠗, ⠎, ⠞, ⠥, ⠧, ⠭, ⠽, ⠵, ⠯, ⠿, ⠷, ⠮, ⠾, ⠡, ⠣, ⠩, ⠹, ⠱, ⠫, ⠻, ⠳, ⠪, ⠺.                                 |

## Tipos de letras

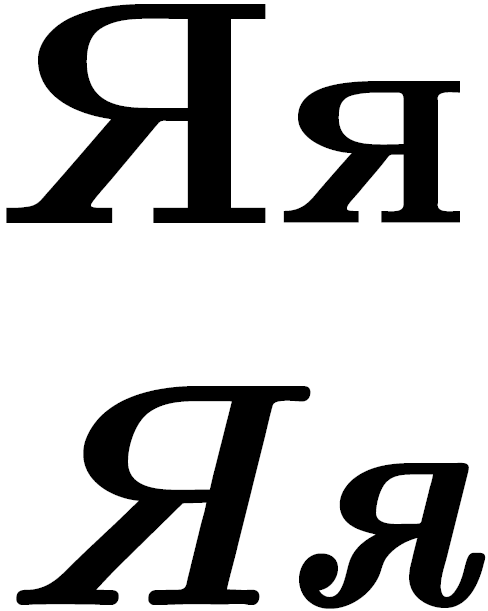
Una letra cirílica Я se puede apreciar arriba en formato normal, y abajo, en cursiva.

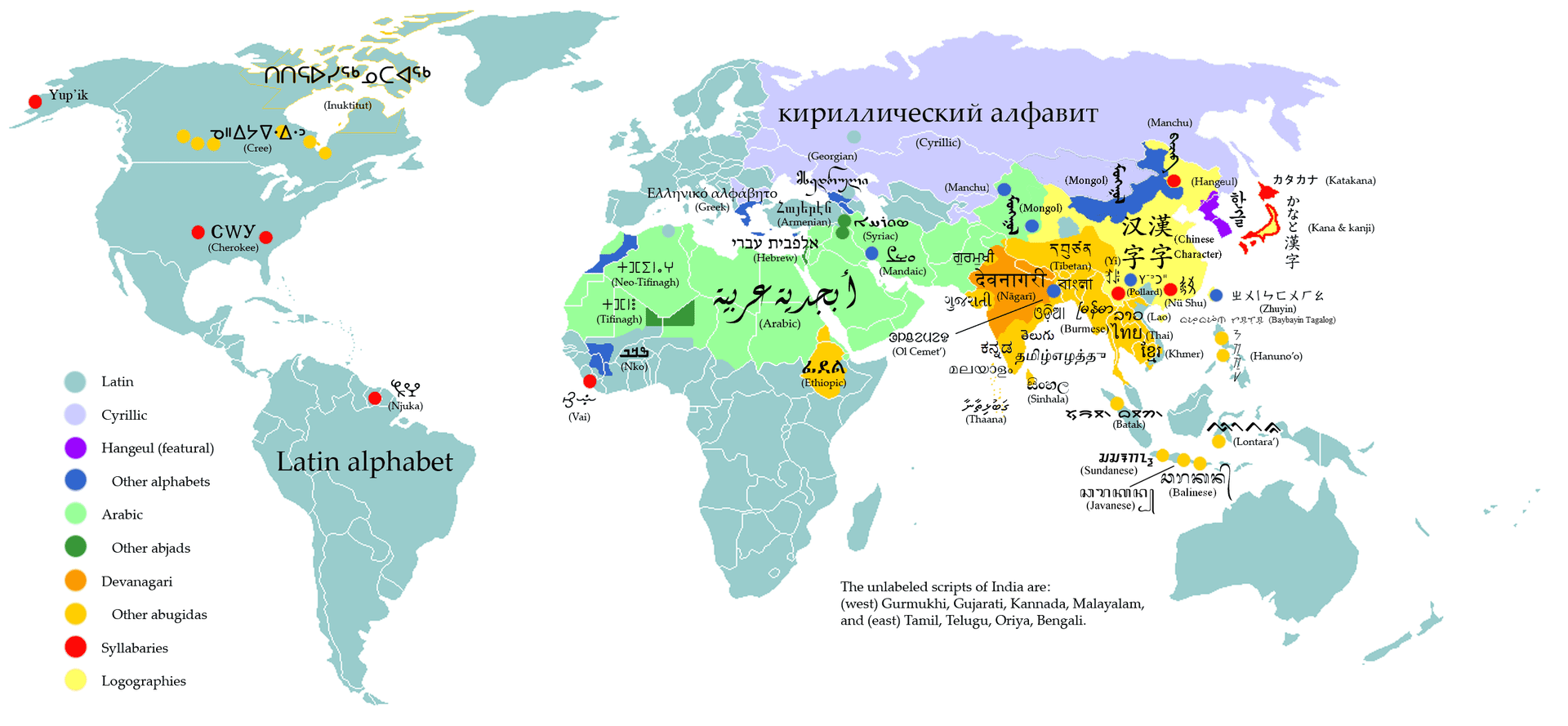
Sistemas de escritura en el mundo.

Una letra puede tener múltiples variantes, o alógrafos, relacionados con la variación en el estilo de escritura a mano o impresión. Algunos sistemas de escritura tienen dos tipos principales de alógrafos para cada letra: una forma mayúscula y una forma minúscula . Las mayúsculas y las minúsculas representan el mismo sonido, pero cumplen funciones distintas en la escritura. Las mayúsculas se utilizan sobre todo al principio de una frase, como primera letra de un nombre propio o título, o en encabezamientos o inscripciones. También pueden cumplir otras funciones, como en el idioma alemán, donde todos los sustantivos comienzan con mayúsculas.
En español y en muchos otros idiomas indoeuropeos se suelen usar dos tipos de letras:
- Letra minúscula, que suele ser la común de la letra cursiva o la letra de uso para palabras genéricas comunes.
- Letra mayúscula, que en la mayoría de los idiomas se aplica al comenzar una frase, aunque solo sea la transcripción de un monosílabo, o al inicio de un texto o al inicio de un discurso transcripto, o para los nombres propios, o siempre en la escritura de origen helénicolatino, al inicio de un texto tras un punto, una excepción a esto se encuentra aún en el idioma alemán el cual aún tras haber adoptado la caligrafía románica o latina usa sin que haya punto previo y en mitad de texto letras mayúsculas para iniciar palabras que tienen la categoría sintáctica de sustantivo. Por otra parte en español, italiano, francés, inglés, etc., las mayúsculas suelen ser usadas en siglas (por ejemplo: Sr., Sra., Mr. Mme, o en otras siglas y acrónimos que son asimismo abreviaturas como EUA, UE o YPF etc.

Los siguientes «alfabetos» (algunos son «abyad») y sus letras se explican en artículos correspondientes:
- Alfabeto árabe: ا,  ب, ت, ث, ج, ح, خ, د, ذ, ر, ز, س, ش, ص, ض, ط, ظ, ع, غ, ف, ق, ك, ل, م,  ن, هـ, و, ي

- Alfabeto cirílico: А, Б, В, Г, Ґ, Д, Е, Є, Ж, З, И, І, Ї, Й, К, Л, М, Н, О, П, Р, С, Т, У, Ф, Х, Ц, Ч, Ш, Щ, Ю, Я, Ъ, Ь, Ђ, Љ, Њ, Ћ, Џ

- Alfabeto griego: Α, Β, Γ, Δ, Ε, Ζ, Η, Θ, Ι, Κ, Λ, Μ, Ν, Ξ, Ο, Π, Ρ, Σ, Τ, Υ, Φ, Χ, Ψ, Ω.

Por otra parte se denomina técnicamente como tipos de letra a las formas de letra que se usan en tipografía derivadas de los estilos de escritura como la letra capital, la letra uncial, la letra cursiva, la letra magistral, la letra gótica (y los muchísimos derivados de las antemencionadas, como la con serif, sans serif, latina, cursiva inglesa, script, Arial, Times New Roman, la letra estilo Franckfurt, etc.).

## Expresiones relacionadas
- Al pie de la letra. Realizar algo siguiendo escrupulosamente las instrucciones.[4][5]
- Despacito y con buena letra. Se refiere a que hay que proceder con extremo cuidado y precaución.
- La letra con sangre entra. Da a entender que no se ha de escatimar esfuerzos a la hora de aprender, tal frase española es anacrónica y tiene rasgos sádicos, ya que sugiere que la educación (la letra)  se aprende (queda grabada en la memoria)  mediante apremio debido al temor a los castigos.
- Ser una persona de letras. Ser una persona instruida o de conocimientos.